# Eulmaš (Akkad)
Der Tempel Eulmaš (auch Eulmasch, Eulmas, akkadisch E-ul-maš) wurde in Akkad als Ištar-Heiligtum erstmals von Sargon von Akkad und seinem Enkel Naram-Sin im 3. Jahrtausend v. Chr. erbaut.
Kurigalzu erneuerte im 2. Jahrtausend v. Chr. das Heiligtum ebenso wie Asarhaddon und später dessen Sohn Aššur-bāni-apli um 652 v. Chr., ohne jedoch die Gründungskapseln gefunden zu haben. Das gleiche Schicksal ereilte Nabū-kudurrī-uṣur II. bei der Restaurierung, der bis 562 v. Chr. regierte.
Nabu-na’id ging besonders akribisch bei seiner Suche nach den ursprünglichen Gründungsurkunden vor. Auch dem Babylonierkönig war kein sofortiger Erfolg bei seiner Suche beschieden: „Drei Jahre grub ich in den Senkschächten von Nebukadnezar II., aber ich fand nichts.“ Doch der Babylonierkönig glaubte trotzdem ganz der Verheißung eines Traumgesichts, dass er die Gründungskapsel finden werde. Bei weiteren Nachforschungen legte ein Wolkenbruch eine ausgedehnte Rinne frei, in der tatsächlich der temennu des Naram-Sin entdeckt wurde. So konnte Nabu-na’id den Neubau von Eulmaš „nicht eine Handbreit vom ehemaligen Heiligtum entfernt“ errichten.